# John Wesley Shipp
John Wesley Shipp (ur. 22 stycznia 1956 w Norfolk) – amerykański aktor telewizyjny, teatralny i filmowy.

## Życiorys

### Wczesne lata
Urodził się w Norfolk, w stanie Wirginia jako jedyny syn farmera pastora i gospodyni domowej. Dorastał wraz z siostrą w Wirginii i Wake Forest, w stanie Karolina Północna, gdzie jego ojciec prowadził mały kościół baptystyczny. Po ukończeniu Butler High School w Louisville, studiował na Uniwersytecie Indiany w Bloomington, w stanie Indiana. Dorabiał jako kelner.

### Kariera
Pobierał lekcje aktorstwa w Nowym Jorku, zanim pojawił się przed kamery telewizyjne w dwóch operach mydlanych CBS – Guiding Light (od 5 lutego 1980 do 6 listopada 1884) jako dr Kelly Nelson oraz As the World Turns (od 17 kwietnia 1985 do 2 czerwca 1986) w uhonorowanej nagrodą Emmy roli obłąkanego Douglasa Cummingsa.
Występował na scenie w przedstawieniach: Vera, with Kate (1980) jako Greg w Wonderhorse Theatre, Sit Down and Eat before Our Love Gets Cold (1985) jako Josh w West Side Y ArtsCenter, Safe Sex (1987) jako Jake w nowojorskim Lyceum Theatre, Stopping the Desert (1987) jako Rick w 45th Street Theatre, Kotka na gorącym blaszanym dachu (1987) w Walnut Street Theatre w Filadelfii, Tamara (1987) jako Mario Pagnutti w Park Avenue Armory oraz The Killing of Michael Malloy (1993) w Tiffany Theater w Los Angeles.
W 1981 ukazał się jego album Images z nastrojowymi lirycznymi piosenkami, w tym „On the Inside”, z serialu Więźniarki – Prisoner: Cell Block H (1979). Za postać Martina Ellisa w dwóch operze mydlanej NBC Santa Barbara (1987) odebrał po raz drugi nagrodę Emmy.
Jego debiut na dużym ekranie to rola ojca Bastiana (Jonathan Brandis) w familijnym filmie przygodowym fantasy Niekończąca się opowieść II: Następny rozdział (The NeverEnding Story II: The Next Chapter, 1990).
Zasłynął w podwójnej roli naukowca Barry’ego Allena i kultowego bohatera komiksu, tytułowego Flasha, który musi stawić czoła złoczyńcom w serialu CBS Flash (The Flash, 1990–1991), a także dwóch wersjach kinowych – Flash II – zemsta Prestigiditatora (The Flash II: Revenge of the Trickster, 1991) i Flash III – śmiertelny nocny cień (Flash III: Deadly Nightshade, 1992).

## Filmografia

### Filmy fabularne
- 1990: Niekończąca się opowieść II: Następny rozdział (The NeverEnding Story II: The Next Chapter) jako ojciec Bastiana
- 1991: Flash II – zemsta Prestigiditatora (The Flash II: Revenge of the Trickster) jako Barry Allen/ The Flash
- 1992: Flash III – śmiertelny nocny cień (Flash III: Deadly Nightshade) jako Barry Allen/The Flash
- 1994: Ryzykowny Skok (Soft Deceit) jako John Hobart
- 2002: Powtórna śmierć (Second to Die) jako Jim Bratchett
- 2005: Starcrossed jako ojciec Lane
- 2007: Karma Police jako Barrington Freeman

### Filmy TV
- 1984: Fantastyczne lato (Summer Fantasy) jako Callahan
- 1990: Flash (The Flash) jako Barry Allen/The Flash
- 1991: Danger Team jako Głos Spec
- 1991: Dziecko panny młodej (Baby of the Bride) jako Dennis
- 1994: Green Dolphin Street (Green Dolphin Beat) jako Terry Lattner
- 1996: Zabójcza sieć (Deadly Web) jako dr Stanton
- 1997: Skarb dwóch świętych (Lost Treasure of Dos Santos) jako Jack
- 1999: Wściekłość na drodze (Road Rage) jako Jim Carson
- 2007: Zemsta Christie (Christie’s Revenge) jako Ray

### Seriale TV
- 1980–1984: Guiding Light jako Kelly Nelson
- 1983: Fantastyczna wyspa (Fantasy Island)
- 1985–1986: As the World Turns jako Doug Cummings
- 1987: Santa Barbara jako Martin Ellis
- 1989: Tylko jedno życie (One Life to Live) jako Blanchard Lovelace
- 1990–1991: Flash (The Flash) jako Barry Allen/The Flash
- 1992: Human Target jako Garner St. John
- 1992: Wszystkie moje dzieci (All My Children) jako Carter Jones
- 1994: Nowojorscy gliniarze (NYPD Blue) jako oficer Roy Larson
- 1994–1995: Siostry (Sisters) jako bokser Lucky
- 1995-2004: JAG – Wojskowe Biuro Śledcze (JAG) jako sierżant Granger
- 1996: Krewni (Strangers) jako Jack
- 1997: Najemnicy (Soldier of Fortune, Inc.) jako Griffin
- 1998–2001: Jezioro marzeń (Dawson’s Creek) jako Mitch Leery
- 2001: Po tamtej stronie (The Outer Limits) jako trener Peter Shotwell
- 2005: Palmetto Pointe jako Micheal Jones
- 2006: CSI: Kryminalne zagadki Nowego Jorku (CSI: NY) jako Patrick Quinn
- 2007: Podkomisarz Brenda Johnson jako Chris Conroy
- 2010: Tylko jedno życie jako Eddie Ford
- 2011: Jej Szerokość Afrodyta jako Doug Bailey
- 2014-: Flash jako dr Henry Allen; Jay Garrick/Flash; Barry Allen/Flash
- 2017: Blindspot: Mapa zbrodni jako dr Katz
- 2018: Supergirl jako Barry Allen / Flash
- 2018: Arrow jako Barry Allen / Flash
- 2018: Stargirl jako Jay Garrick / Flash